# Havers-Kanal

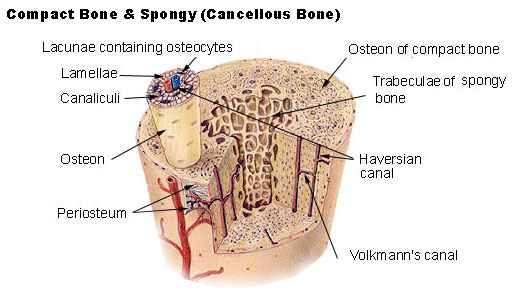
Aufbau eines Knochens

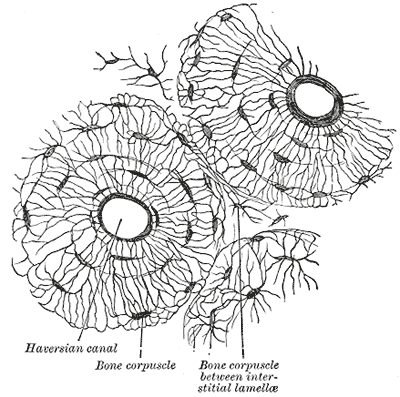
Havers-Kanäle im Knochen

Ein Havers-Kanal (Syn. Haversscher Kanal) ist der zentrale Kanal in der Mitte eines Osteons, der funktionellen Grundeinheit in der Knochenrinde (Substantia compacta). Er wird von 5 bis 20 µm dicken Knochenlamellen konzentrisch umschlossen. Im Inneren befinden sich kleine Blutgefäße mit fenestriertem Endothel (Sinusoide) sowie häufig nicht-myelinisierte Nervenfasern. Somit dient ein Havers-Kanal zur Nährstoffversorgung und Reizübertragung. Über so genannte Kanälchen (Canaliculi) stehen die Knochenzellen (Osteozyten) mit dem Havers-Kanal in Verbindung. Benachbarte Havers-Kanäle sind über Volkmann-Kanäle miteinander verbunden.
Der britische Arzt Clopton Havers (1657–1702) entdeckte die nach ihm benannten Kanäle im Jahr 1691.